# Etoumbi
Etoumbi je město v provincii Cuvette-Ouest na severozápadě Konga. Většina obyvatel se živí lovem v místních lesích.
V Etoumbi propukly dosud čtyři epidemie viru Ebola. To bylo pravděpodobně způsobeno konzumací masa mrtvých zvířat nalezených v lese. Při epidemii v roce 2003 zemřelo 120 osob. Z důvodu nového výskytu nemoci byla na město v květnu 2005 uvalena karanténa.